# New Westminster Royals

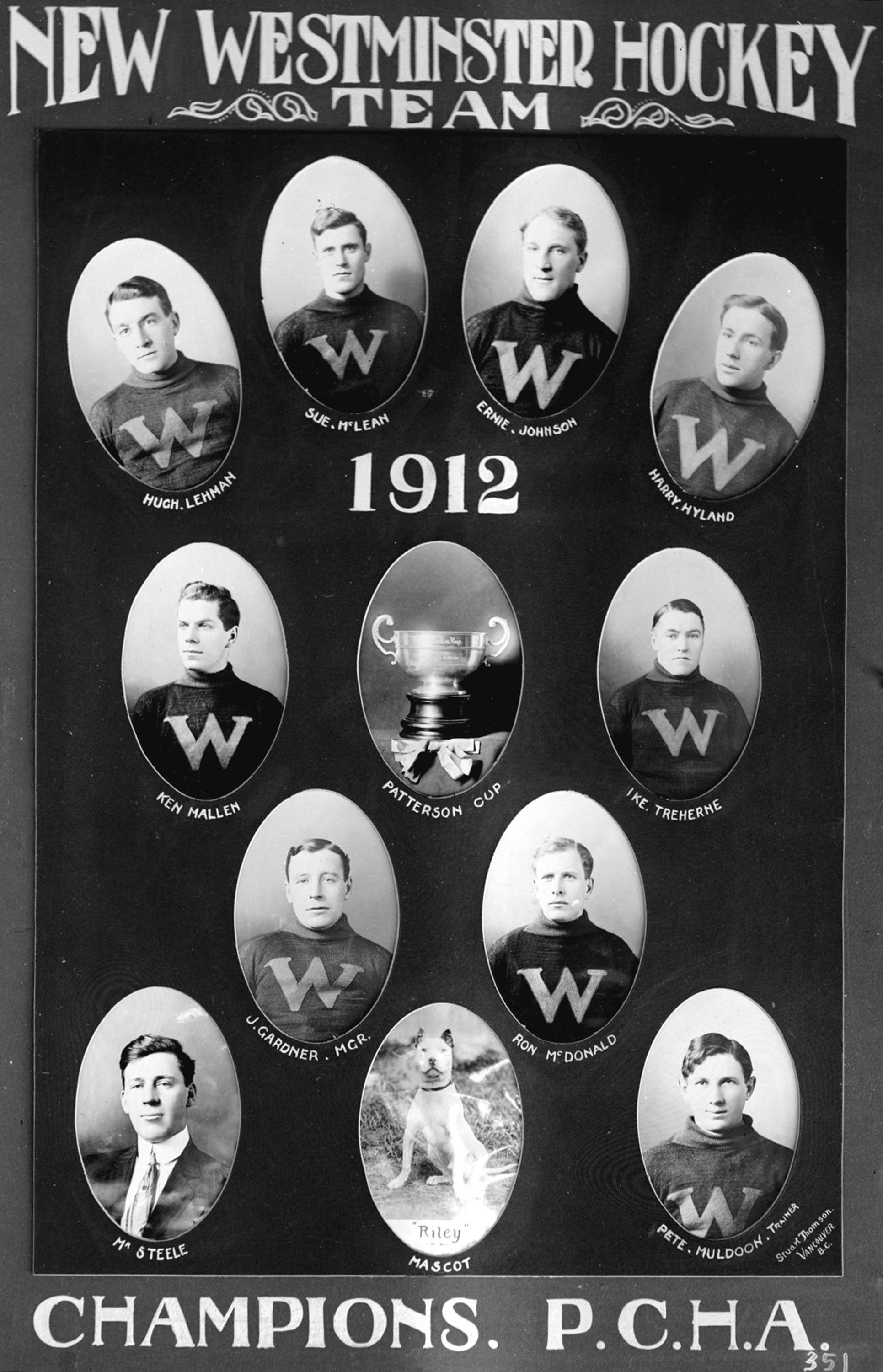
1912 års mästarlag i PCHA New Westminster Royals. Medurs från längst ner till vänster: Mr. Steele, Jimmy Gardner, Ken Mallen, Hugh Lehman, Archie "Sue" McLean, Ernie Johnson, Harry Hyland, George "Ike" Treherne, Ran McDonald och Pete Muldoon.

New Westminster Royals var ett kanadensiskt professionellt ishockeylag i New Westminster, British Columbia, som spelade i Pacific Coast Hockey Association åren 1912–1914. Laget spelade sina hemmamatcher i Denman Arena i grannstaden Vancouver.

## Historia
New Westminster Royals var ett av tre lag från British Columbia som säsongen 1912 var med och startade Pacific Coast Hockey Association, PCHA. De två andra lagen var Victoria Senators och Vancouver Millionaires. New Westminster vann serien säsongen 1912 efter att ha samlat ihop 18 poäng på 15 matcher, fyra poäng före Millionaires och Senators. Harry Hyland ledde laget framåt med sina 26 mål och målburen vaktades av Hughie Lehman. Andra betydande spelare var Moose Johnson, Ran McDonald, Ken Mallen och Jimmy Gardner.
Royals spelade i PCHA även säsongerna 1912–13 och 1913–14 och slutade på tredje respektive andra plats i tabellen.
Säsongen 1914–15 flyttade laget till Portland, Oregon, i nordvästra USA och döptes om till Portland Rosebuds.